# الحياة الحب (فلم)
الحياة الحب هو فيلم اُنتج 1954 عام من بطولة يحي شاهين، وليلى مراد.

## قصة الفيلم
ليلى (ليلى مراد) ممرضة متطوعة تساعد المصابين في حرب فلسطين، وتتعرف على الصاغ عادل نور الدين (يحيى شاهين) الذي تنشأ بينها وبينه قصة حب، ثم يسافر عادل إلى الجبهة ويُصاب في المعركة، فتعتقد أنه استشهد، لذلك توافق مبدئياً على الزواج من الدكتور توفيق (محمود المليجي).
تكتشف ليلى أن عادل ما زال حياً، وأن الدكتور توفيق هو المؤهل لإجراء العملية التي يمكن أن تشفيه، يرفض الدكتور توفيق في البداية لأن المريض هو منافسه في حب ليلى، لكنه يوافق في النهاية، وتنجح العملية، وتنازل عن حبه في سبيل أن تعيش ليلى مع عادل.